# Doundounba (ritme)
Doundounba (of dounounba) is de naam van een groep van West-Afrikaanse malinke-ritmes die op djembés en Doundouns worden gespeeld. Het zijn de zogenaamde "ritmes en dansen van de sterke mannen", waarbij traditioneel mannen elkaar onderling uitdagen op vlak van muziek of dans.  De meeste ritmes in deze groep zijn 12/8 ritmes, de kenkeni en doundounba worden off-beat gespeeld.
De kenkeni wordt meestal als volgt bespeeld:
```
kenkeni    |. . o . o o . . o . o o |
bel        |. × × . × × . × × . × × |
```

En de doundounba bijvoorbeeld:
```
doundoun   |. o o . . . . . . . o o |
bel        |. × × . × × . × × . × × |
```

Een djembéspeler die bekend is om z'n kennis van de doundounba-ritmes is Famoudou Konaté. De cd Hamanah van Mamady Keïta bevat 12 van dergelijke doundounba-ritmes.  Deze cd is opgenomen in samenwerking met Famoudou Konaté.